# Roca de la Gotzera
El Roca de la Gotzera és una muntanya de 920 metres que es troba al municipi de Vilada, a la comarca catalana del Berguedà.